# Heinz Ludwig Arnold
Pour les articles homonymes, voir Arnold.
Heinz Ludwig Arnold (né le 29 mars 1940 à Essen et mort le 1er novembre 2011 à Göttingen) est un publiciste allemand et un important médiateur de la littérature contemporaine.

## Biographie
Heinz Ludwig Arnold étudie à l'école de Bochum et Karlsruhe, où il passe son Abitur en 1960. À Göttingen, il étudie d'abord le droit pendant deux semestres, suivis de dix semestres de littérature, d'études romanes et de philosophie. Pendant les pauses semestrielles de 1961 à 1964, il travaille comme secrétaire privé pour Ernst Jiinger. Sa thèse reste inachevée.
En 1963, alors qu'il est encore étudiant, il fonde la revue de littérature Text + Kritik, dont le premier numéro est consacré à l'écrivain Günter Grass. À partir de 1978, il est également rédacteur en chef de la Kritisches Lexikon zur deutschsprachigen Gegenwartsliteratur (de) (KLG), qui paraît dans l'édition text + kritik, et de 1983 à 2008 de la Kritisches Lexikon zur fremdsprachigen Gegenwartsliteratur (de) (KLfG).
Arnold est professeur honoraire à l'Université Georges-Auguste de Göttingen depuis 1995. Outre de nombreuses éditions et publications de livres, il publie l'anthologie en onze volumes Die deutsche Literatur seit 1945 chez dtv (de) de 1995 à 2000.
À partir de 2004, il édite la troisième édition entièrement révisée de Kindlers Literatur Lexikon, qui est publiée par Metzler (de) en septembre 2009.
Tout au long de sa vie, Arnold a de nombreuses conversations détaillées avec des écrivains qui sont apparus dans diverses publications de livres, notamment Heinrich Böll, Max Frisch, Günter Grass, Wolfgang Koeppen, Max von der Grün (de), Günter Wallraff, Peter Handke, Franz Xaver Kroetz, Gerhard Zwerenz, Walter Jens, Peter Rühmkorf et Friedrich Dürrenmatt. Les enregistrements originaux des conférences de 1970 à 1999, totalisant 62 heures, sont sortis en 2011.

## Récompenses et honneurs
- 1998 : Prix d'État de Basse-Saxe (de) pour le journalisme
- 1999 : Membre de l'Académie allemande de langue et de poésie
- 2011 : Croix fédérale du Mérite 1re classe[2]

## Publications (sélection)

### auteur
- Tagebuch einer Chinareise. Verlag der Arche, Zürich 1978.
- Krieger, Waldgänger, Anarch: Versuch über Ernst Jünger. Wallstein, Göttingen 1990.
- Die drei Sprünge der westdeutschen Literatur: eine Erinnerung. Wallstein, Göttingen 1993.
- Was bin ich? Über Max Frisch. Wallstein, Göttingen 2002.
- Die Gruppe 47. Rowohlt, Reinbek bei Hamburg 2004.
- Von Unvollendeten: literarische Porträts. Wallstein, Göttingen 2005.

### conversation
- Gespräche mit Schriftstellern: Max Frisch, Günter Grass, Wolfgang Koeppen, Max von der Grün, Günter Wallraff. C.H. Beck, München 1975.
- Als Schriftsteller leben: Gespräche mit Peter Handke, Franz Xaver Kroetz, Gerhard Zwerenz, Walter Jens, Peter Rühmkorf, Günter Grass. Rowohlt, Reinbek bei Hamburg 1979.
- Friedrich Dürrenmatt. Gespräche. 4 Bände, Diogenes, Zürich 1996.
- Meine Gespräche mit Schriftstellern 1970–1999. 3 MP3-CDs mit Originaltonaufnahmen als Hörbuch, Quartino, München 2011.
- Gespräche mit Autoren, S. Fischer, Frankfurt am Main 2012,  (ISBN 978-3-10-001534-1); Rezension von Wolfgang Schneider im Deutschlandfunk (DLF) vom 20. Januar 2013 Büchermarkt – Buch der Woche: Sprachrohr des Zeitgeists

### éditeur
- Literaturbetrieb in Deutschland. edition text+kritik, München 1971.
- Deutsche Bestseller, deutsche Ideologie : Ansätze zu einer Verbraucherpoetik, Stuttgart : Klett 1975,  (ISBN 978-3-12-392600-6).
- mit E.-P. Wieckenberg: Autorenbücher. C.H. Beck, München 1976 ff.
- Handbuch zur deutschen Arbeiterliteratur. 2 Bände, edition text+kritik, München 1977.
- Die Gruppe 47. Ein kritischer Grundriss. edition text+kritik, München 1980.
- Karl May (Sonderband Text + Kritik), München: edition text + kritik 1987.
- Sarah Kirsch, Ingo Kühl (de): Luft und Wasser – Gedichte und Bilder, Edition Lutz Arnold im Steidl Verlag, Göttingen 1988,  (ISBN 3-88243-096-6).
- mit Heinrich Detering (de): Grundzüge der Literaturwissenschaft. Deutscher Taschenbuch Verlag, München 1996.
- Blech getrommelt. Günter Grass in der Kritik. Steidl, Göttingen 1997.
- mit A. von Planta und U. Weber: Friedrich Dürrenmatt: Meine Schweiz. Diogenes, Zürich 1998.
- H. G. Adler. Edition text & kritik, München 2004,  (ISBN 3-88377-767-6) (= Text + Kritik, Heft 163).
- mit Andreas C. Knigge (de): Comics, Mangas, Graphic Novels. Text + Kritik Sonderheft. Richard Boorberg, München 2009,  (ISBN 978-3-88377-995-9).
- Ein abenteuerliches Herz. Ernst-Jünger-Lesebuch. Klett-Cotta, Stuttgart 2011,  (ISBN 978-3-608-93846-3)[3].